# Давка в Мекке (2015)
Массовая давка в Мекке произошла 24 сентября 2015 года в предместье Мекки долине Мина, во время ежегодного хаджа. Первоначально властями сообщалось о гибели 769 паломников и тысячи пострадавших, однако ко второй половине октября число жертв увеличилось до 2110. Это крупнейшее по количеству жертв происшествие из всех, которые происходили во время хаджа (в аналогичной давке 1990 года погибло 1426 человек).

## Событие
Хадж — ежегодное паломничество в Мекку, которое должно совершаться трудоспособными мусульманами хотя бы раз в жизни. Традиционно он состоит из ряда ритуалов, включая побивание камнями дьявола (араб. رمي الجمرات‎ ramī al-jamarāt), которое происходит в Мине, в районе Мекки. Ритуал побиения камнями дьявола (шайтана) — последний крупный ритуал, который часто рассматривается как наиболее опасная часть хаджа ввиду большого скопления людей в замкнутых пространствах. Несколько аналогичных происшествий происходили ранее.
346 человек погибли в результате похожего инцидента в 2006 году, что побудило правительство Саудовской Аравии улучшить инфраструктуру города. 11 сентября 2015 года, за неделю до начала хаджа, 118 человек погибли в результате падения крана на мечеть Аль-Харам.
17 сентября 2015 года около 1000 паломников вынуждены были покинуть отель из-за пожара, в котором пострадали двое индонезийцев. Кроме того, 21 сентября 2015 года около 1500 паломников были эвакуированы из 15-этажной гостиницы в Мекке, когда огонь вспыхнул на 11 этаже, четверо паломников из Йемена получили ранения.

## Инцидент
Давка произошла в 09:00 по местному времени (06:00 UTC) на перекрёстке улиц 204 и 223, когда паломники направлялись на мост Джамарат. Саудовское МВД заявило, что давка произошла из-за того, что две большие группы паломников пересеклись на одной и той же улице, двигаясь в разных направлениях.

### Жертвы
Власти королевства заявили, что в результате инцидента пострадали граждане более чем 30 государств. Согласно информации министерства здравоохранения страны, жертвами давки стали 769 человек, ранения получили 934 паломника. По другим подсчетам, в результате инцидента погибли более 1633 человек. В Иране государственное информационное агентство сообщило о гибели в давке 130 иранских паломников (позднее количество жертв из Ирана превысило 160 человек). Считается, что в давке погибло множество паломников из Нигерии, Чада и Сенегала. Среди погибших пакистанцев был бывший член парламента этой страны Асад Муртаза Гилани. Более 1000 человек оставались пропавшими без вести.
Власти Саудовской Аравии не сообщали официальных данных о числе жертв с 26 сентября. 19 октября агентство Ассошиэйтед Пресс со ссылкой на свои подсчеты сообщило, что число жертв давки достигло по меньшей мере 2110 человек.

## Реакция
- Саудовская Аравия — губернатор Мекки и глава Центрального комитета по Хаджу принц Халид ибн Фейсал Аль Сауд обвинил в давке «некоторых паломников африканской национальности»[10]. Саудовский министр здравоохранения Халид А. Аль-Фалих заявил, что давка произошла из-за паломников, которые не следовали официальным инструкциям, добавив, что сроки, установленные властями, были проигнорированы[7]. Ирфан Аль-Алави, исполнительный директор исламского исследовательского фонда наследия, сказал, что катастрофа стала результатом плохого управления правительства, что видно из ряда последних катастроф[9].
- Иран — иранский лидер Али Хаменеи выразил соболезнования семьям погибших паломников и объявил трёхдневный национальный траур в Иране: «Правительство Саудовской Аравии обязуется принять тяжёлую ответственность в этом горьком инциденте и выполнить свои обязательства в соответствии с правилом праведности и справедливости»[13]. Амир Абдоллахиян, заместитель министра иностранных дел, обвинил саудовских чиновников в бестактности, имея в виду отсутствие мер безопасности во время хаджа[14].